# Gorki (sielsowiet baninski)
Gorki (ros. Горки) – wieś (ros. село, trb. sieło) w zachodniej Rosji, w sielsowiecie baninskim rejonu fatieżskiego w obwodzie kurskim.

## Geografia
Miejscowość położona jest nad Rżawcem (dopływ Krasawki w dorzeczu Swapy), 2,5 km od centrum administracyjnego sielsowietu (Czermosznoj), 8 km na północ od centrum administracyjnego rejonu (Fatież), 54 km na północny zachód od Kurska, 2 km od drogi magistralnej (federalnego znaczenia) M2 «Krym» (część trasy europejskiej E105).
We wsi znajdują się 52 posesje.
Klimat
Miejscowość, jak i cały rejon, znajduje się w strefie klimatu kontynentalnego z łagodnym ciepłym latem i równomiernie rozłożonymi opadami rocznymi (Dfb w klasyfikacji klimatów Köppena).

## Demografia
W 2010 r. wieś zamieszkiwało 75 osób.